# Відкритий чемпіонат США з тенісу 1978
Відкритий чемпіонат США з тенісу 1978 проходив з 28 серпня по 10 вересня 1978 року на відкртих кортах Національного тенісного центру Асоціації тенісу США у парку Флашинг-Медоуз у районі Нью-Йорка Квінз. Це був третій турнір Великого шолома календарного року. 

## Огляд подій та досягнень
Уперше турнір проходив на кортах Національного тенісного центру і вперше на кортах із твердим покриттям, а не на традиційних трав'яних,  як це було раніше, чи ґрунтових, як це було з 1975 по 1977 рік. 
В одиночному розряді чоловіків Джиммі Коннорс виграв свій національний чемпіонат утретє, і це була для нього 5-а перемога в турнірах Великого шолома. Коннорс став єдиним тенісистом (чи тенісисткою), що вигравав US Open на трьох різних покриттях. 
У жінок Кріс Еверт виграла Відкритий чемпіонат США четвертий раз поспіль. Загалом це була для неї 8-а перемога в мейджорах.

## Результати фінальних матчів

### Дорослі
| Одиночний розряд. Чоловіки Детальніше |                                  |               |
| Джиммі Коннорс                        | Бйорн Борг                       | 6–4, 6–2, 6–2 |
|                                       |                                  |               |
| Одиночний розряд. Жінки Детальніше    |                                  |               |
| Кріс Еверт                            | Пем Шрайвер                      | 7–5, 6–4      |
|                                       |                                  |               |
| Парний розряд. Чоловіки Детальніше    |                                  |               |
| Боб Лутц Стен Сміт                    | Марті Ріссен Шервуд Стюарт       | 1–6, 7–5, 6–3 |
|                                       |                                  |               |
| Парний розряд. Жінки Детальніше       |                                  |               |
| Біллі Джин Кінг Мартіна Навратілова   | Керрі Мелвілл Рід Венді Тернбулл | 7–6, 6–4      |
|                                       |                                  |               |
| Мікст Детальніше                      |                                  |               |
| Бетті Стеве Фрю Макміллан             | Біллі Джин Кінг Рей Раффелс      | 6–3, 7-6      |
|                                       |                                  |               |

### Юніори
| Одиночний розряд. Хлопці  |                  |               |
| Пер Х'єрквіст             | Стефан Сімонссон | 7-6, 1-6, 7-6 |
|                           |                  |               |
| Одиночний розряд. Дівчата |                  |               |
| Лінда Сігел               | Іванна Мадруга   | 6–4, 6-4      |